# Protestantse Combinatie Waddinxveen
De Protestantse Combinatie Waddinxveen (PCW) is een lokale christelijke partij in de gemeente Waddinxveen. Ze neemt deel aan de gemeenteraadsverkiezingen.
De PWC is een samenwerking tussen de ChristenUnie, de Staatkundig Gereformeerde Partij en de Hervormde Kiesvereniging. De combinatie bestaat sinds 1982. De partijen zijn samen gaan werken, omdat ze 'met elkaar één christelijk geluid wilden laten horen'. Van 1989 tot 1998 was Jan van Wijk fractievoorzitter en lijsttrekker bij de verkiezingen in 1990 en 1994. Van eind 2000 tot april 2010 was Wiebrand Dijksterhuis voor de PCW lid van het college van burgemeester en wethouders. Van april 2010 tot na de gemeenteraadsverkiezingen in 2018 was Kees de Jong van de PCW wethouder en locoburgemeester. Na het verlies bij de gemeenteraadsverkiezingen van 2018 werd duidelijk dat de PCW niet in het nieuwe college zou toetreden. Kees de Jong besloot op te stappen als lijsttrekker van de PCW en gaf zijn zetel als raadslid op.  
Toen de coalitie in de gemeenteraad in september 2020 ten val kwam is er een nieuwe coalitie gevormd die bestaat uit de PCW, CDA en Weerbaar Waddinxveen. Martijn Kortleven trad namens de PCW toe tot het college als wethouder en locoburgemeester. 